# Denis Parsons Burkitt
Pour les articles homonymes, voir Burkitt.
Denis Parsons Burkitt (28 février 1911 – 23 mars 1993), est un chirurgien britannique, connu en particulier pour ses travaux sur le Lymphome de Burkitt, nommé ainsi parce qu'il est le premier à le décrire.

## Jeunesse, études et Seconde Guerre mondiale
Denis Parsons Burkitt est né à Enniskillen en Irlande du Nord, dans une famille protestante. Fils de James Parsons Burkitt (ingénieur civil et ornithologue reconnu), il perd son œil droit dans un accident à l'âge de onze ans. Après des études au Trinity College à Dublin (pour des études avortées d'ingénieur), puis au Collège royal de chirurgie à Édimbourg, il sert dans le Royal Army Medical Corps pendant la Seconde Guerre mondiale en Angleterre puis au Kenya et en Somalie.
Cette expérience le conduit, à la fin de la guerre, à exercer en Ouganda. Il s'installe finalement à Kampala et y reste jusqu'en 1964.

## Découverte du Lymphome de Burkitt
En 1957, Burkitt, avec le docteur Dennis Wright, observe un enfant avec une grosseur à l'angle de la mâchoire. Peu après, ils remarquent un autre enfant avec des symptômes similaires puis, après étude des dossiers médicaux des hôpitaux, ils découvrent que les tumeurs de la mâchoire sont courantes en Ouganda. Burkitt publie un article dans lequel il identifie cette nouvelle tumeur (désormais appelée Lymphome de Burkitt), ses mécanismes, son épidémiologie et sa distribution géographique en Afrique équatoriale selon une Lymphoma Belt (depuis nommée en français : Ceinture des lymphomes). Burkitt et Wright publient un livre titré Burkitt's Lymphoma en avril 1970.

## Travaux sur la nutrition
Promotion des fibres : ses thèses en ce domaine sont aujourd'hui considérées comme incorrectes.

## Vie personnelle
Il épouse Olive Rogers le 28 juillet 1943. Burkitt est également connu pour sa sensibilité religieuse. Il est longtemps président du Christian Medical Fellowship (en) (influente association évangélique et fondamentaliste du Royaume-Uni).